# Чемпіонат України з регбіліг 2013
Чемпіонат України 2013 року з регбіліг.
П'ятий чемпіонат України з регбіліг серед чоловіків 2013 року розіграли 6 команд Ліги І, які провели турнір у два кола. 

## Учасники
«Легіон XIII» (Харків), «Шторм» (Харків), «Тигри Донбасу» (Донецьк), «Носороги» (Кривий Ріг), КІПУ (Сімферополь), «Атлант» (Дніпропетровськ).

## Ліга І
| Місце | Команда         | 1         | 2           | 3           | 4           | 5           | 6          | В  | Н | П  | Р:О     | О  |
| ----- | --------------- | --------- | ----------- | ----------- | ----------- | ----------- | ---------- | -- | - | -- | ------- | -- |
| 1     | «Легіон ХІІІ»   |           | 48:7 78:5   | 94:6 78:0   | 70:0 70:0   | 78:0 84:0   | 46:8 34:0  | 10 | 0 | 0  | 680:26  | 30 |
| 2     | «Тигри Донбасу» | 7:48 5:78 |             | 102:12 56:8 | 40:0 46:6   | 60:16 54:12 | 48:6 56:4  | 8  | 0 | 2  | 474:190 | 26 |
| 3     | КІПУ            | 6:94 0:78 | 12:102 8:56 |             | 32:4 44:6   | 60:24 58:14 | 32:4 44:6  | 6  | 0 | 4  | 282:388 | 22 |
| 4     | «Носороги»      | 0:70 0:70 | 0:40 6:46   | 4:32 6:44   |             | 56:10 32:28 | 42:4 48:6  | 4  | 0 | 6  | 194:336 | 18 |
| 5     | «Атлант»        | 0:78 0:84 | 16:60 12:54 | 24:60 14:58 | 10:56 28:32 |             | 42:6 32:12 | 2  | 0 | 8  | 178:500 | 14 |
| 6     | «Шторм»         | 8:46 0:34 | 6:48 4:56   | 4:32 6:44   | 4:42 6:48   | 6:42 12:32  |            | 0  | 0 | 10 | 56:424  | 10 |

Турнірні очки нараховуються: за перемогу — 3 очки, за нічию — 2 очки, на поразку — 1 очко.